# Baikal-Graben

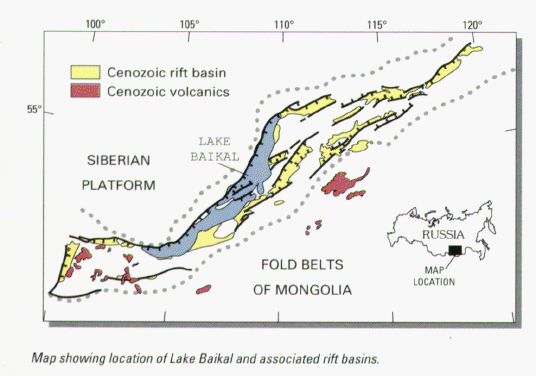
Karte der Baikal-Riftzone vom USGS

Der Baikal-Graben bzw. die Baikal-Riftzone ist eine divergierende Plattengrenze unter dem Baikalsee im Süden Sibiriens in Russland. Sie entwickelte sich über Jahrmillionen von einer Schwächungszone zu einem Grabenbruch, und verbreitert und vertieft sich nach wie vor um etwa zwei Zentimeter pro Jahr. Die Zone entstand durch das Auseinanderdriften der Eurasischen Platte und der Amurplatte, hervorgerufen durch die Kollision mit der weit südlich gelegenen Indischen Platte, die wie ein Keil die genannten Platten auseinanderdrückt. Die Amurplatte bewegt sich mit vier Millimetern pro Jahr in Richtung Japan.
Der Riss ist etwa 1600 Kilometer lang, fast sechs Kilometer tief und mit Sedimenten aufgefüllt. Daher reicht der Baikalsee „nur“ bis in 1642 Meter Tiefe.
Wie bei allen Grabenbrüchen ist die Kruste unter dem Baikalsee relativ dünn, wodurch Thermalquellen sowohl an Land als auch unter dem Baikalsee vorhanden sind, obwohl bisher keine Hinweise für Vulkanismus in unmittelbarer Nähe des Sees gefunden wurden. Jedoch ist in, mit geologischen Maßstäben betrachtet, jüngster Zeit vulkanische Aktivität aufgetreten, die der Baikal-Riftzone zugeordnet werden kann. Diese vulkanischen Zentren sind das Udokan-Plateau etwa 400 Kilometer nordöstlich der Nordspitze des Baikalsees, das Oka-Plateau etwa 200 Kilometer nordwestlich der südwestlichen Spitze des Baikalsees und das Witimplateau rund 200 Kilometer östlich der Riftzone.